# Fabián Yantorno
Fabián Rodrigo Yantorno Blengio (Montevideo, 4 settembre 1982) è un allenatore di calcio ed ex calciatore uruguaiano, di ruolo centrocampista.

## Palmarès

### Giocatore

#### Competizioni nazionali
- Divisional Intermedia de Fútbol de Uruguay: 1

Sud America: 2016